# 1080p
1080pは、ディスプレイ、動画の解像度などで用いられる用語であり、画面アスペクト比は16:9、有効垂直解像度1080本かつ、インターレース（飛び越し走査）ではなくノンインターレース（順次走査・プログレッシブ走査）の動画を指す略称である。
正方形比率ピクセルにおいて1920×1080、 2.1メガピクセル（207万3600画素）の動画となる。
ハイビジョン、HDTV（高精細テレビ）、2Kに含まれる映像規格の一つ。フルハイビジョン、またはFHD (Full HD) とも呼ばれる。フレームレートは59.94がよく使われる（他に60P、50P、24P、30P、25P）。放送においてはISDB以外のDVB、ATSCでも使われる。
テレビやゲーム機では60pまで対応したものが多い。しかし録画再生機器では24p・30pまでが多く、60pに対応するものは少ない。

## 24p
映画と同じフレーム数であり、最もよく使用される。撮影でも対応している機種が多く、デジタルカメラ等では1080iよりも対応する機種が多い。
映画では撮影でも使用される（デジタルシネマ）。

## 60p
HDMIを搭載するフルスペックHDテレビ、ディスプレイでは対応しているものも多い。しかし、ほとんどのディスプレイでは60pに対応しているからと言って60fpsで常に出力されるとは限らない場合もあるため、1080pに対応しているテレビで480iなどを視聴すると逆にフレーム数が増加したように見える場合もある。
録画再生に関しては、24pに比べて撮影機器が殆ど無かったが、2011年7月1日、AVCHDに1080/60p/50p規格が追加されてからは、撮影、編集環境が徐々に充実してきた。

## 60p撮影
- HDC-TM700 パナソニック（2010年3月10日）[2]
MPEG-4。
世界初の1080/60pが撮影できる3板式ビデオカメラ。独自フォーマット。
- GC-PX1 JVC（2011年2月）
デジタルカメラ、独自フォーマット。

AVCHD Version 2.0（60p）に対応したビデオカメラ
- DMC-FZ150 デジタルカメラ パナソニック（2011年9月22日）
- NEX-7 ソニー（2011年11月）
- NEX-6 ソニー（2012年11月）
- NEX-5R ソニー（2012年11月）
- α77 一眼レフ ソニー（2011年10月）
- α65 一眼レフ ソニー（2011年10月）
- NEX-VG20 ビデオカメラ ソニー（2011年11月）

## 録画・再生フォーマット
24p
BDの読み取り規格BDMVにおいて24pが定められている。映画ソフトなどでよく使われる。BDプレーヤー#1080.2F24p参照。
60p
- AVCHD

## 放送
24p, 30p, 25p
- DVB
- ATSC

## 伝送ケーブル
デジタル
HDMIで60pまで伝送できる。
SMPTEによるシリアルデジタルインタフェース規格では、「SMPTE 424M」（3G-SDI）で伝送できる。
SMPTE 292Mで伝送する規格、SMPTE 372M（Dual-Link HD-SDI）もある。
アナログ
D端子ではD5。

## 動画サイト
YouTubeでは2008年より対応している「&fmt=37」のパラメーターをURLに付加することで、30pまで再生・投稿できる。

## ゲーム
ソフトによって60pまで対応。Xbox(初代）は1080i,720pのみ対応。
- PlayStation 3 - メディアプレイヤーではすべて対応。一部のゲームのみが1080pに対応し、非対応作品は720p（非対応作品でテレビがD3端子まで対応の場合は480i)となる。
- PlayStation 4 - 全てのゲーム作品で原則1080p（PS4 Proは例外）。
- PlayStation 5
- Xbox 360 - ネイティブ解像度は、720pである。1080p/1080iを選択した場合でも、ネイティブ解像度はほぼすべてのゲームの起動中・Xbox 360のホーム画面中で同様に720pとなる。YouTubeの最高画質は720pである。
- Xbox One - 一部のゲーム作品はネイティブ解像度が900p,720pになる。（Xbox One X Enhancedでは一部作品によって解像度の限界が変化する場合がある。）
- Xbox Series X/S
- Wii U - ただし、ほとんどの作品ではネイティブ解像度が720pに固定される。YouTubeの最高画質が720pでかつて固定されていた。
- Nintendo Switch - ドックモード以外にした場合などでゲームのネイティブ解像度が1080pを下回る場合がある。

## スマートフォン
- 1080pディスプレイ搭載のスマートフォン。

## 比較
- 1080（シアン）720（グリーン）480（レッド）